# Districte de Sierre

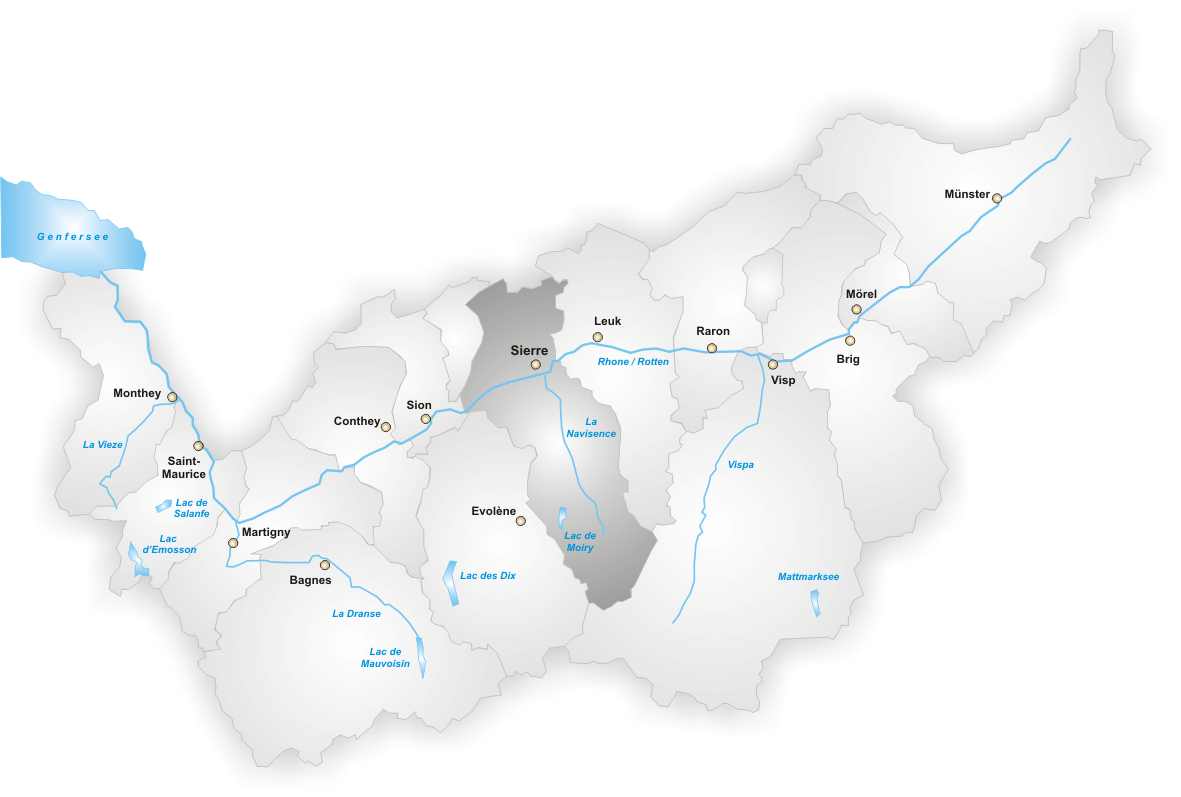
Districte de Sierre

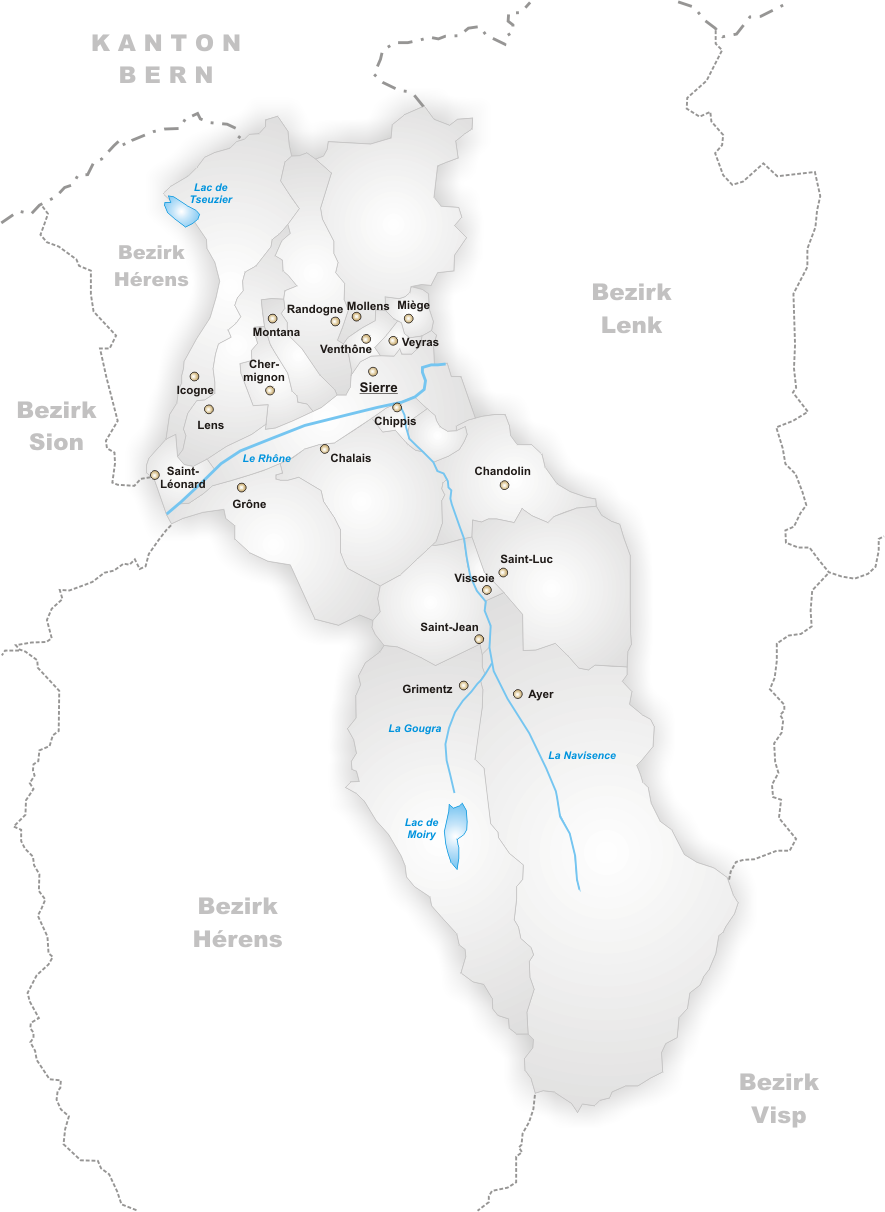
Municipis del districte de Sierre

El Districte de Sierre (en alemany: Bezirk Siders) a Suïssa, és un dels 14 districtes del cantó de Valais, situat a la part centre-occidental del cantó, ocupa una superfície de 421,7 km² i té una població de 46760 habitants.
La capital del districte és Sierre i està compost per 15 municipis:
- 3961 - Anniviers
- 3966 - Chalais
- 3971 - Chermignon
- 3965 - Chippis
- 3979 - Grône
- 3977 - Icogne
- 3978 - Lens
- 3972 - Miège
- 3974 - Mollens
- 3963 - Montana
- 3975 - Randogne
- 3960 - Sierre
- 3958 - Saint-Léonard
- 3973 - Venthône
- 3968 - Veyras

Fins a l'1 de gener de 2009 el districte tenia 20 municipis, però per fusió dels municipis de Val d'Anniviers (Ayer, Chandolin, Grimentz, Saint-Jean, Saint-Luc et Vissoie) es va crear el nou municipi d'Anniviers.
En aquest districte hi ha el límit lingüístic anomenat Röstigraben entre el francès i l'alemany, el primer a l'oest i l'altre a l'est d'aquest límit.